# クリスタル ブレイズ
『クリスタル ブレイズ』（CRYSTAL BLAZE）は、スタジオ・ファンタジア制作のテレビアニメ。2008年4月より独立U局、およびキッズステーションにて放送された。全12話。

## 概要
本作のプロデューサーが"大人も楽しめるアニメを作りたい"と発案したことが発端となっている。S&W M29に基づく銃社会やトランザムをテーマに乗せ、1人の男の成長劇とラグス・タウンと呼ばれる架空のシティを舞台にしたSFアニメとなっている。
テレビアニメ化が決定されるまでには、紆余曲折を経ており、制作が開始されるまでにも5年もの歳月を費した。

## あらすじ
近未来のアジア市外。表では経済が発展し自由と平等を享受している世界であるが、裏では人生に挫折し片隅─落伍者たちが集う、「はきだめの街」ラグス・タウンと呼ばれるスラム同然の街があった。この背徳の街でS&A探偵事務所というなんでも屋を経営している青年・シュウは、心の傷を負いながらも気ままな暮らしを謳歌していた。
そんな中、記憶喪失の少女・サラと出遭ったことから事態は急変。探偵見習いのアヤカやマナミたちとともに、ラグス・タウンを揺るがす事件に立ち向かって行く。これから自身の運命が大きく変わってゆくことになるなど、彼は当然知るよしもない……。

## 登場人物
シュウ
声 - 三木眞一郎
主人公。かつては刑事として事件に投じていたが、ある事件を機に辞職する。
何もかも失い、世界を放浪していたときにラグス・タウンに辿り着く。生計を立てるために探偵事務所を開く。
無類の女好きで携帯のアドレス帳には沢山の女性のアドレスが入っている。
素っ気無く雑な感じの言動が多いが、本当は真っ直ぐで優しい心の持ち主。
アキラ
声 - うえだゆうじ
S&A探偵事務所の一員。シュウを「兄貴」と呼んで慕う。女遊び中のシュウにパンツを履けと一喝したり、
シュウが尾行を振り切って帰ってくるなり栄養ドリンクを渡したりするなど、シュウとの息はピッタリ。
マナミやアヤカには「チーボス」と呼ばれているが、本人はそう呼ばれることを嫌がっている。
マナミ
声 - 新井里美
S&A探偵事務所の見習い女子高生。夏休みを利用してラグス・タウンに来ている。
感情的で突っ走る傾向があり状況を悪化させることが多々あるが、常に明るく前向きな性格。
あまり空気は読めない。最終話ではラグス・タウンを出て元いたであろう高校に通っている。
アヤカ
声 - 高橋美佳子
S&A探偵事務所の見習い女子高生。マナミ同様、夏休みを利用してラグス・タウンに来ている。
普段はインターネットに熱中し、電話番をしている。
内向的でマナミ曰く「空気が読めない」性格だったため友達が出来ず、ラグス・タウンに来る以前にはリストカットをした経験もある。
最終話ではラグス・タウンを出た後はごく普通の女子高生として周りともうまく馴染んでいる。
サラ
声 - 小林ゆう
ヒロイン。記憶喪失の少女。キリエらに追われている。男性が体に触れると強力な静電気が起こる体質だが、女性には効果なし。「サラ」という名前は、自分の本当の名前を思い出せない彼女にマナミがつけた名である。最終話ではポリリンの店で働いている。
施設ではHW-9と呼ばれていたため、そう呼ばれることを嫌う。
ポリリン
声 - 六角精児
オカマバーのママ。本人曰く「チビ専」でアキラのことを気に入っている。
ラクス・タウンを見渡せる監視モニターごしの部屋にいる事が多く、時々そこからシュウ達に指示を出す事もある。
実はラグス・タウンを「お上」から預かり取り仕切っている人物。狙撃の腕も中々のモノである。
キトー
声 - 井上倫宏
マッドサイエンティスト。HWシリーズ＝ガラス女開発研究責任者で、逃げたHW-9＝サラに異常なまでの執着心を見せる。
研究の邪魔をするシュウに対し、捕らえたソフィアに新開発の薬品を投与した後わざと逃がし目の前で死ぬよう仕向けるなど、性格は狡猾で残忍である。
キリエ
声 - 沢城みゆき
キトーのボディガード。サラをキトーのもとへ連れ戻そうと画策している。また、キトーと肉体関係を持っている模様。
記憶を無くす前のサラの事を知っている様子だったが、暴走したＢＷ-αによって殺されてしまい、真相は明かされなかった。
先生
声 - 丸山詠二
「しあわせ医院」のドクター。
実は生物兵器の開発に関しては神様的な扱いを受けている人物である。
モニカ
声 - 伊藤美紀
「しあわせ医院」のナース。いろいろとコスプレをするという変わった趣味を持っている。
ヨブ
声 - 松山鷹志
情報屋。表向きはバイク屋で、アヤカやマナミはここでスクーターを借りている模様。
修理屋もやっているらしくシュウの車の修理を請け負うこともある。
ソフィア
声 - 千葉紗子
フリージャーナリスト。シュウとは顔見知り。町で起こっているガラス女事件について調べまわっていたが、キトーに捕まり新薬を投与され、先生の病室でガラス化し消滅してしまった。
ローレンス
声 - 楠見尚己
刑事。刑事時代のシュウの先輩格。
JJ
声 - 高橋広樹
刑事。ローレンスの部下にあたる。

## スタッフ
- 原案 - 月岡宏巳、スタジオ・ファンタジア
- 監督 - 加瀬充子
- シリーズ構成 - 冨岡淳広、月野正志
- 脚本 - 冨岡淳広
- キャラクターデザイン・総作画監督 - 香川久
- メカニックデザイン・メカ作画監督 - 川原智弘
- 色彩設計 - 三笠修
- 撮影監督 - 木村俊也、田沢二郎
- 美術監督 - PARK YOUG IL
- 編集 - 重村建吾
- 音響監督 - 亀山俊樹
- 音楽 - 酒井良
- プロデューサー - 安藤岳、松井智、佐藤茂彦、月野正志
- アニメーション制作 - スタジオ・ファンタジア
- 製作 - クリスタル ブレイズ製作委員会（東映ビデオ、ハピネット、FCC、スタジオ・ファンタジア）

## 主題歌

### オープニングテーマ
「Never looking back 〜透き通る心で」
作詞 - 森由里子 / 作曲 - 牧野幸介 / 編曲 - 新井理生 / 歌 - Rie

### エンディングテーマ
「que sera-sera」（第1話 - 第8話）
作詞 - 森由里子 / 作曲 - 新井理生 / 編曲 - 神津裕之 / 歌 - TASO
「こころよ 風になれ」（第9話 - 第12話）
作詞 - 森由里子 / 作曲・編曲 - 神津裕之 / 歌 - TASO

## 各話リスト
| 話数 | サブタイトル | 絵コンテ                     | 演出              | 作画監督                              |
| ---- | ------------ | ---------------------------- | ----------------- | ------------------------------------- |
| 1    | episode・1   | 加瀬充子                     | 喜多幡徹          | 佐藤陵                                |
| 2    | episode・2   | 藤澤俊幸                     | 三笠修            | CHOI BYUNG-HEE                        |
| 3    | episode・3   | 東海林真一                   | 東海林真一        | LEE BOO-HEE                           |
| 4    | episode・4   | 喜多幡徹                     | 中川聡            | 宮川智恵子                            |
| 5    | episode・5   | 秋津南                       | 渡辺正彦          | 小山知洋                              |
| 6    | episode・6   | 藤澤俊幸                     | 喜多幡徹          | 山内則康、佐藤陵                      |
| 7    | episode・7   | 渡邊哲哉                     | 渡邊哲哉          | PARK HONG-KEUN                        |
| 8    | episode・8   | 東海林真一                   | 東海林真一        | 李政權、佐藤陵                        |
| 9    | episode・9   | こでらかつゆき               | 渡辺正彦          | 小山知洋                              |
| 10   | episode・10  | 藤澤俊幸                     | 清水一伸          | 臼田美夫、村上真紀 宮田瑠美、清水智子 |
| 11   | episode・11  | 佐藤雄三 西本由紀夫          | 中川聡            | 宮川智恵子                            |
| 12   | episode・12  | 加瀬充子 喜多幡徹 西本由紀夫 | 加瀬充子 喜多幡徹 | 山内則康 佐藤陵                       |

## 放送局
| 放送地域 | 放送局             | 放送期間                | 放送日時           | 放送区分       | 備考             |
| -------- | ------------------ | ----------------------- | ------------------ | -------------- | ---------------- |
| 千葉県   | チバテレビ         | 2008年4月8日 - 6月24日  | 火曜 25:15 - 25:45 | 独立UHF局      |                  |
| 埼玉県   | テレ玉             | 2008年4月8日 - 6月24日  | 火曜 25:30 - 26:00 | 独立UHF局      |                  |
| 愛知県   | テレビ愛知         | 2008年4月8日 - 6月24日  | 火曜 27:28 - 27:58 | テレビ東京系列 |                  |
| 神奈川県 | tvk                | 2008年4月9日 - 6月25日  | 水曜 25:15 - 25:45 | 独立UHF局      |                  |
| 京都府   | KBS京都            | 2008年4月10日 - 6月26日 | 木曜 25:30 - 26:00 | 独立UHF局      |                  |
| 兵庫県   | サンテレビ         | 2008年4月10日 - 6月26日 | 木曜 26:10 - 26:40 | 独立UHF局      |                  |
| 東京都   | TOKYO MX           | 2008年4月11日 - 6月27日 | 金曜 25:30 - 26:00 | 独立UHF局      |                  |
| 日本全国 | キッズステーション | 2008年4月17日 - 7月3日  | 木曜 24:00 - 24:30 | CS放送         | リピート放送あり |